# Керем Актюркоглу
Мухамед Керем Актюркоглу (на турски: Muhammed Kerem Aktürkoğlu) е турски футболист, който играе като ляво крило за Бенфика и националния отбор на Турция.

## Кариера
Преминавайки през академията на „Истанбул Башакшехир“, той дебютира за отбора през 2016 г., а впоследствие играе за различни клубове в аматьорската турска Трета лига, преди да бъде привлечен от „Галатасарай“ през 2020 г. със свободен трансфер, където печели две последователни титли в лигата през 2023 и 2024 г. През септември 2024 г. е закупен от португалския „Бенфика“ за сумата от 12 милиона евро.
Актюркоглу е бивш турски младежки национал. Той прави своя дебют за мъжкия отбор през 2021 г., като е избран в отборите на Турция за две европейски първенства (2020 и 2024 г.).

## Успехи
„Галатасарай“
- Турска Суперлига: 2022/23,[6] 2023/24[7]
- Суперкупа на Турция: 2023[8]

„Бенфика“
- Купа на лигата (Португалия): 2024/25[9]